# Chammurapiho zákoník

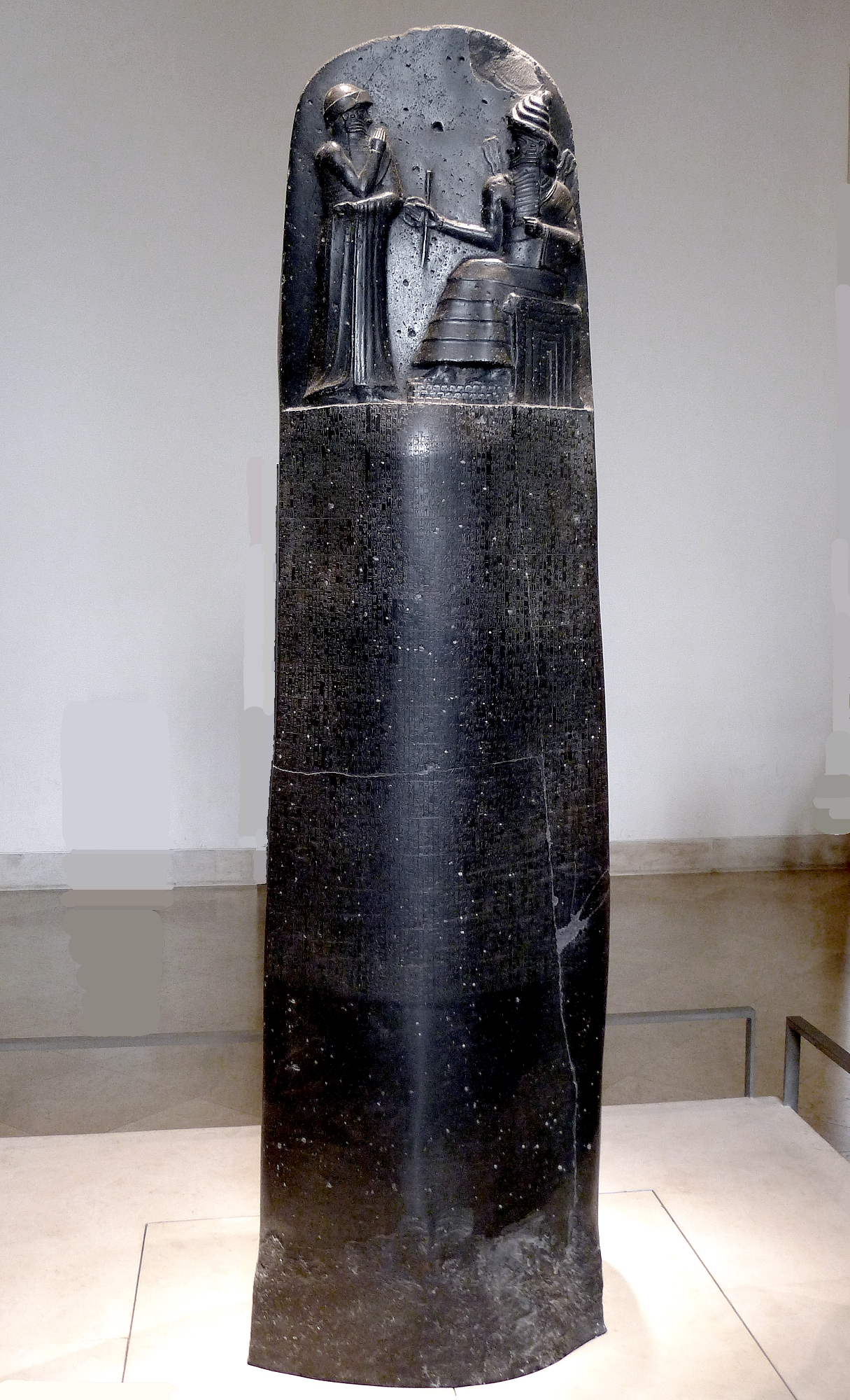
Chammurapiho zákoník

Chammurapiho zákoník (nebo kodex krále Chammurapiho) je babylonský zákoník, vydaný králem Chammurapim. Pochází přibližně z roku 1686 př. n. l. (uvádí se též 1800 př. n. l.), patří tak mezi nejstarší dochované zákoníky vůbec, (staršími jsou jen zápisy o zákonech sumerského krále Urnammy z města Uru (zhruba 2050 př. n. l.) a další dva zákoníky z Mezopotámie). Po dlouhou dobu byl však Chammurapiho zákoník považován za naprosto nejstarší. 
Text zákoníku je vyryt do kamenné stély, která je vystavena v pařížském Louvru.

## Kamenná stéla

Reliéf s Chammurapim

Při archeologických pracích v prostoru starověkého města Súsy (dnes v Íránu) byla roku 1901 (nebo 1909) nalezena dioritová stéla Chammurapiho zákoníku. V horní části monolitu z tmavého kamene se nachází vyobrazení autora zákoníku babylonského krále Chammurapiho, jak se modlí k bohu Slunce a spravedlnosti Šamašovi, který sedí napravo od Chammurapiho a symbolicky mu diktuje text zákoníku, zapsaný klínopisem v akkadském jazyce níže.
Monolit býval zasazen do země a vystaven na veřejném místě v Babylóně, zaručoval tak přístup k právnímu řádu komukoliv (gramotnému). Soudní autority v Babylóně se již nadále nemohly v rozsudcích rozhodovat podle své vlastní vůle a musely se řídit kodifikovaným právem, zároveň nikdo jiný nemohl svévolně právo ignorovat a odvolávat se na jeho neznalost.

## Obsah zákoníku
Zákoník se z převážné části skládá z výkladu zvykového práva. Je nesystematický a kasuistický. Obsahuje 282 článků, řešících právní otázky ohledně rodiny, soukromého vlastnictví a majetku obecně, obchodu, cen a mezd, půjček a jejich splácení, násilných zločinů, postavení různých společenských vrstev včetně otroků. Obsahuje nejstarší doklad právního principu odplaty zvaného lex talionis, který se shrnuje slovy oko za oko, zub za zub.
Zákoník rozděloval tehdejší obyvatelstvo Babylónie do tří skupin:
- avílové (privilegovaná a nejbohatší vrstva, přestupky vůči nim se řešily formou odvety)
- muškéni (neprivilegované svobodné obyvatelstvo, přestupky vůči nim se řešily formou pokuty)
- otroci (nesvobodné obyvatelstvo, přestupky vůči nim se řešily formou pokuty placené jejich pánovi, otroky bylo dále možné kupovat a dědit, sami otroci mohli mít vlastní majetek a mohli se ženit se svobodnými ženami)

První český překlad Chammurapiho zákoníku vytvořil Josef Klíma.

## Ukázka z Chammurapiho zákoníku

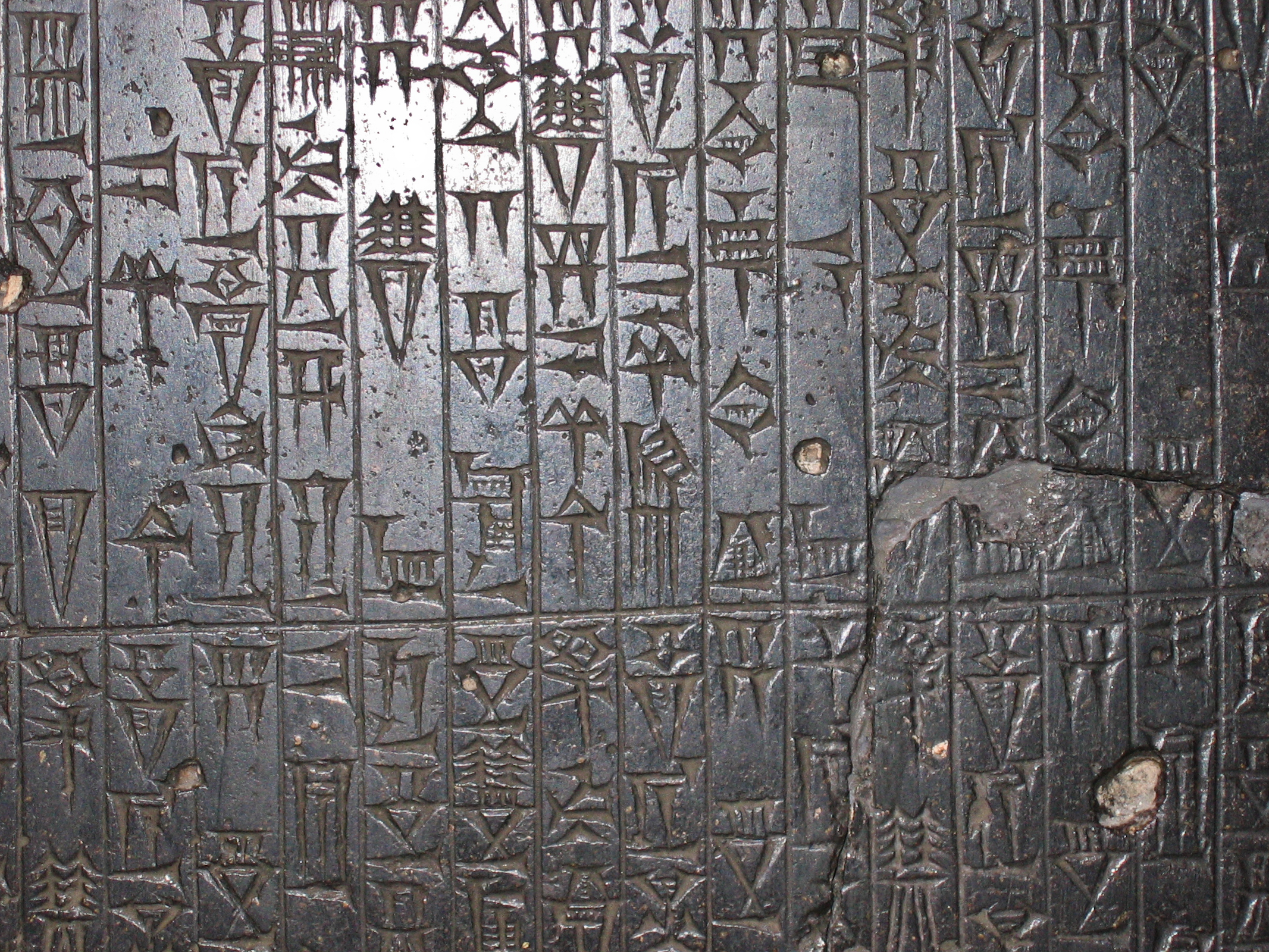
Klínové písmo zákoníku

Spravedlivé zákony, které Chammurapi, král mocný, pevně stanovil a zemi opatřil řádný mrav a dobré vedení (…), aby spravedlnosti dal vzejít na zemi, aby vyhubil bezbožníky zlosyny, aby silný nekřivdil slabému (…) Tedy:
1. Jestliže někdo někoho obvinil a uvrhl naň podezření z vraždy, avšak neusvědčil jej, bude ten, kdo ho obvinil, usmrcen. 
16. Jestliže někdo ukryl ve svém domě buď otroka, nebo otrokyni, uprchlé z paláce nebo nevolníkovi, a na výzvu hlasatele je nevydá, tento majitel domu bude usmrcen.
22. Jestliže se někdo dopustil loupeže a bude dopaden, tento člověk bude usmrcen.
109. Jestliže šenkýřka, v jejímž domě se scházeli zločinci, tyto zločince nezadržela a do paláce nepřivedla, bude tato šenkýřka usmrcena.
195. Jestliže dítě udeřilo svého otce, uříznou mu jeho ruku. 
196. Jestliže právoplatný občan vyrazil oko příslušníku plnoprávných občanů, vyrvou mu oko.
197. Jestliže zlomil kost plnoprávného občana, zlomí mu kost. 
198. Jestliže vyrval oko nevolníka nebo zlomil kost nevolníka, zaplatí jednu zlatou minu .
205. Jestliže otrok jiné osoby udeřil příslušníka třídy plnoprávných občanů ve tvář, uříznou mu ucho.
233. Jestliže stavitel postavil někomu dům a neudělal své dílo pevně a zeď spadne, tento stavitel pevně vystaví tuto zeď ze svých vlastních prostředků.